# 白线薯
白线薯（学名：Stephania brachyandra）为防已科千金藤属的植物。分布在缅甸以及中国大陆的云南等地，生长于海拔1,000米的地区，多生于林区沟谷边，目前尚未由人工引种栽培。